# Легевен
Легеве́н (фр. Léguevin, окс. Legavin, /le'ɣɔ bi'/) — коммуна во Франции, находится в регионе Юг — Пиренеи. Департамент — Верхняя Гаронна. Административный центр кантона Легевен. Округ коммуны — Тулуза.
Код INSEE коммуны — 31291.

## География

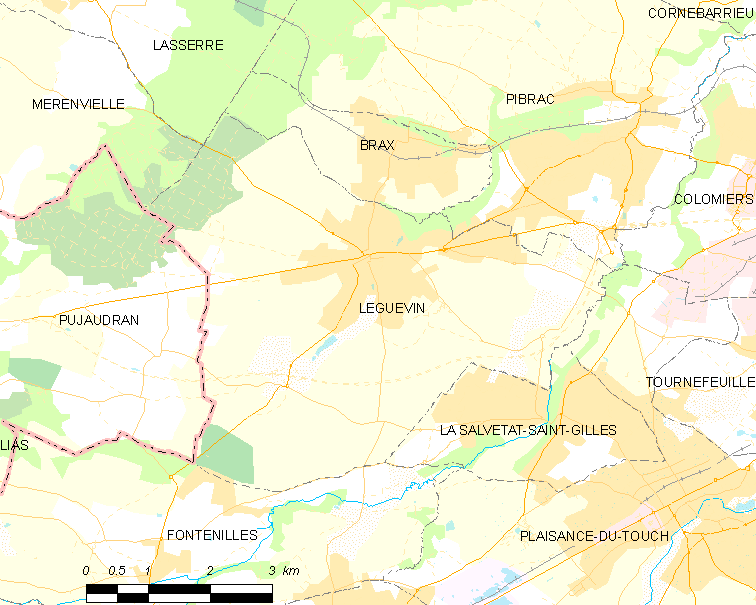
Карта коммуны

Коммуна расположена приблизительно в 590 км к югу от Парижа, в 17 км к западу от Тулузы.
По территории коммуны протекает река Осоннель, а также её небольшой приток — река Курбет.

## Климат
Климат умеренно-океанический. Зима мягкая и снежная, весна характеризуется сильными дождями и грозами, лето сухое и жаркое, осень солнечная. Преобладают сильные юго-восточные и северо-западные ветры.

## Население
Население коммуны на 2010 год составляло 8475 человек.
| 1962 | 1968 | 1975 | 1982 | 1990 | 1999 | 2010 |
| ---- | ---- | ---- | ---- | ---- | ---- | ---- |
| 1014 | 1622 | 2091 | 2764 | 4217 | 6177 | 8475 |

## Администрация
| Период | Период | Фамилия     | Партия                    | Примечания                |
| ------ | ------ | ----------- | ------------------------- | ------------------------- |
| 1983   | 2001   | Жиль Бланко | Социалистическая партия   |                           |
| 2001   | 2020   | Стефан Мирк | Союз за народное движение | член регионального совета |

## Экономика
В 2010 году среди 5832 человек трудоспособного возраста (15—64 лет) 4558 были экономически активными, 1274 — неактивными (показатель активности — 78,2 %, в 1999 году было 74,9 %). Из 4558 активных жителей работали 4279 человек (2310 мужчин и 1969 женщин), безработных было 279 (106 мужчин и 173 женщины). Среди 1274 неактивных 601 человек были учениками или студентами, 341 — пенсионерами, 332 были неактивными по другим причинам.

## Достопримечательности
- Церковь Св. Иоанна Крестителя
- Замок Кастельнувель (1540 год)
- Крытый рынок (1834 год)

## Фотогалерея

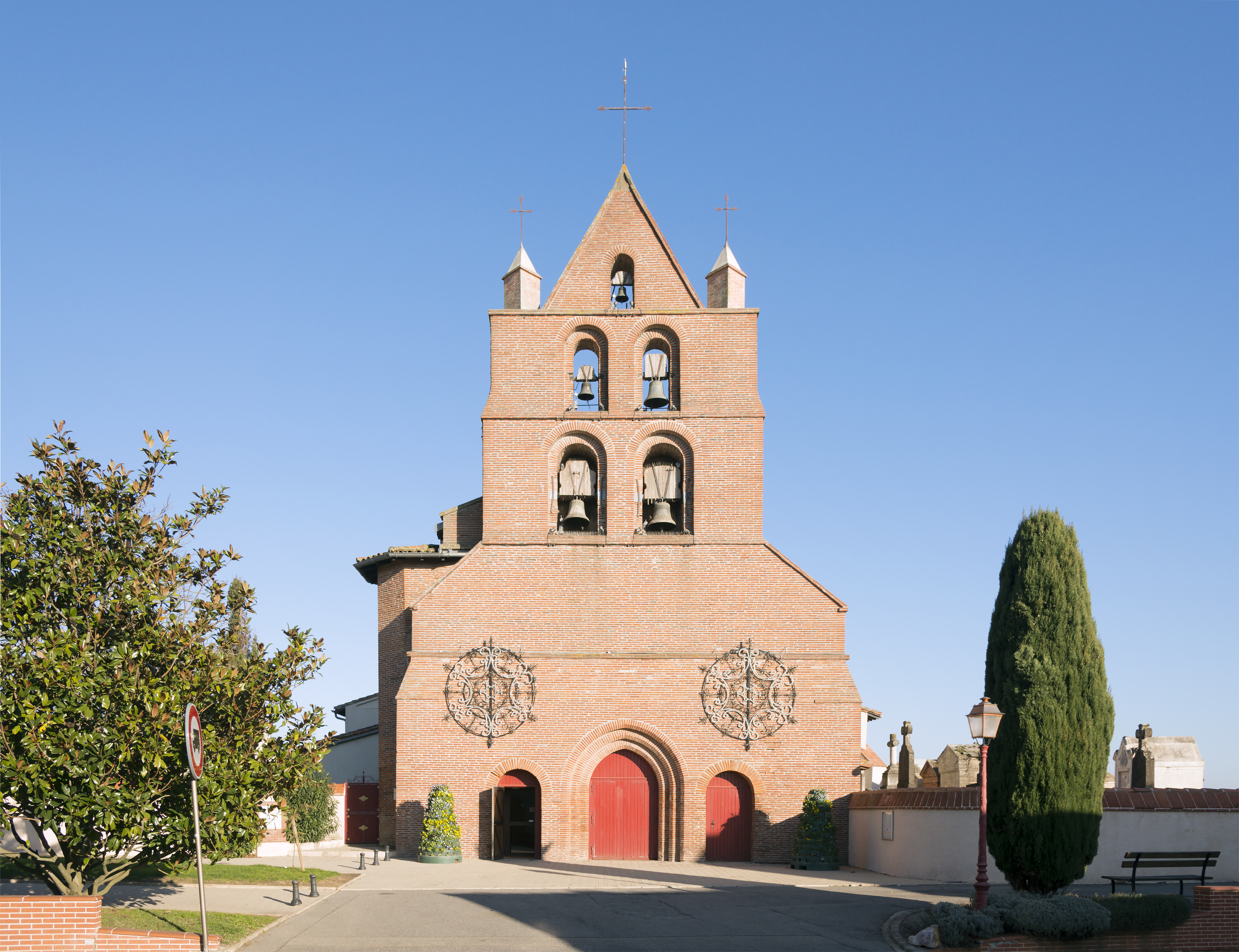
Церковь Св. Иоанна Крестителя
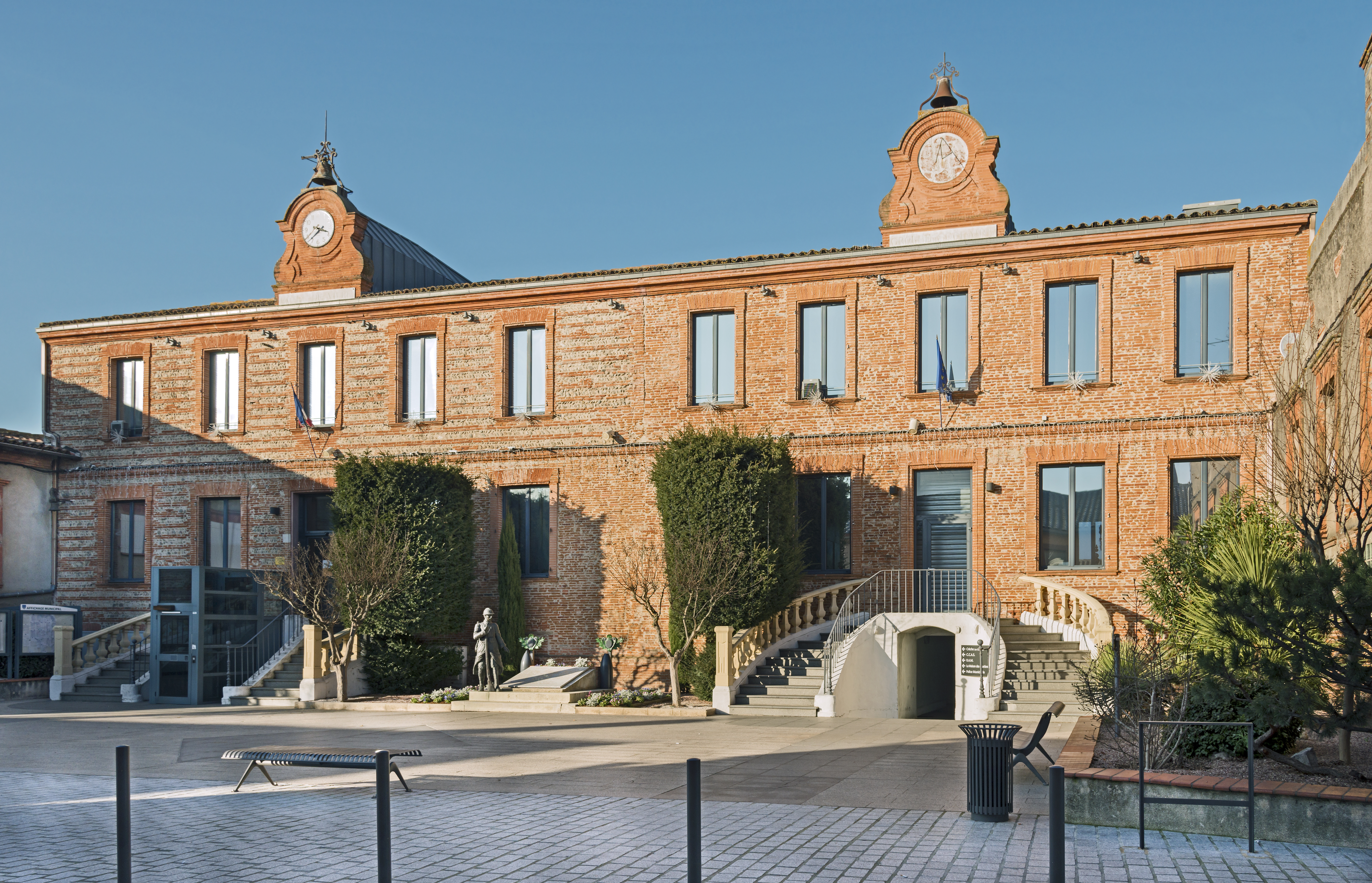
Мэрия
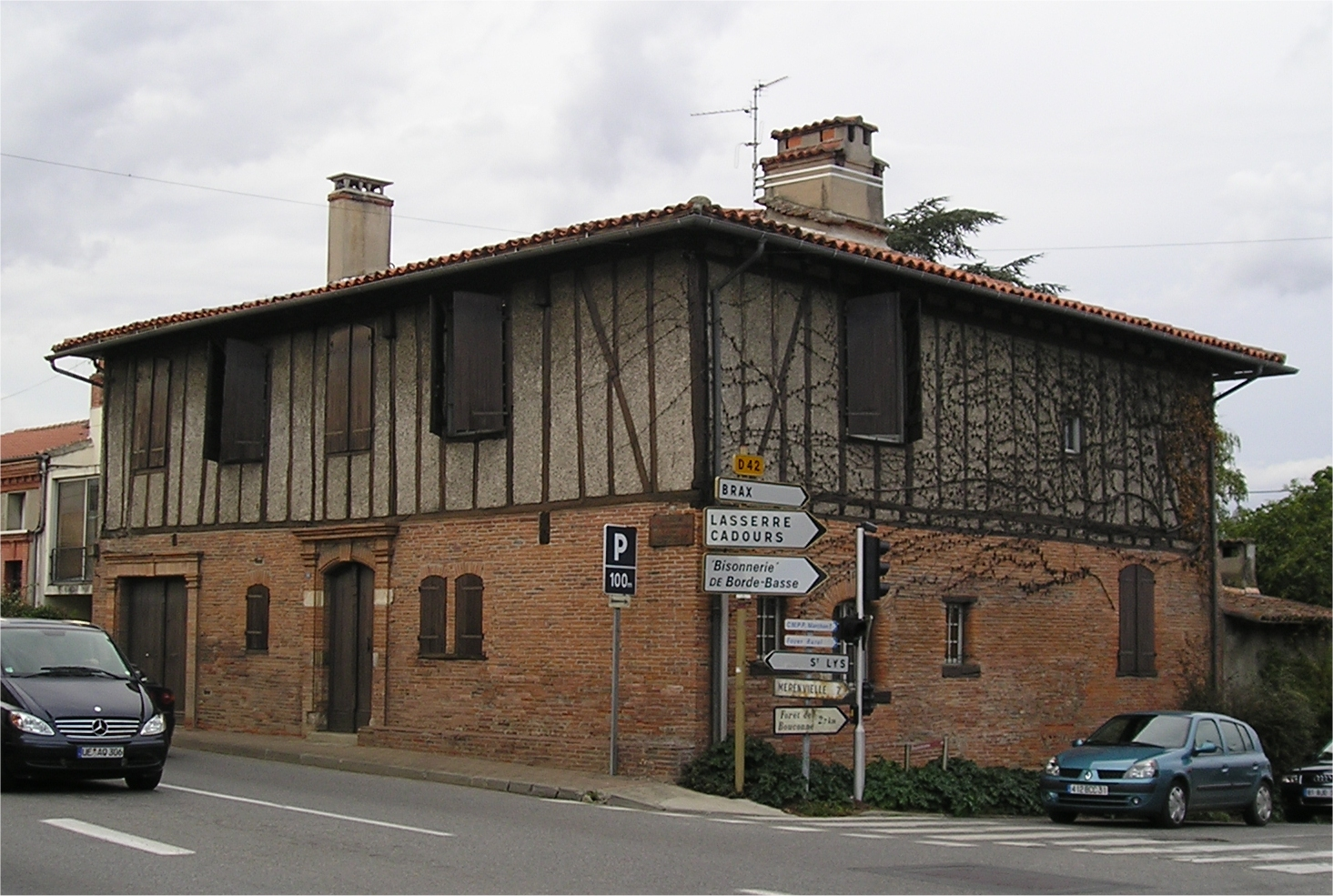
Бывшая почтовая станция
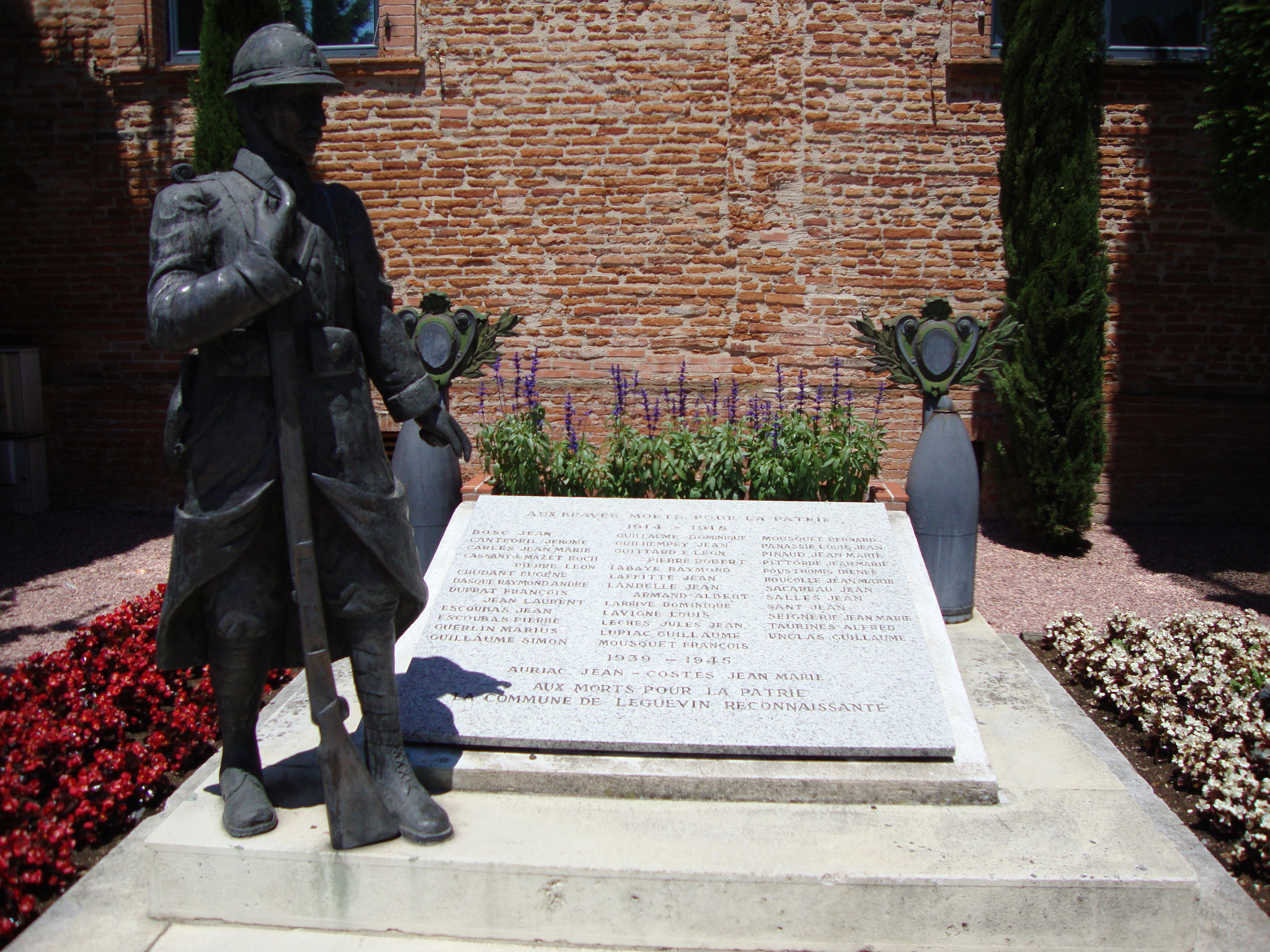
Военный мемориал
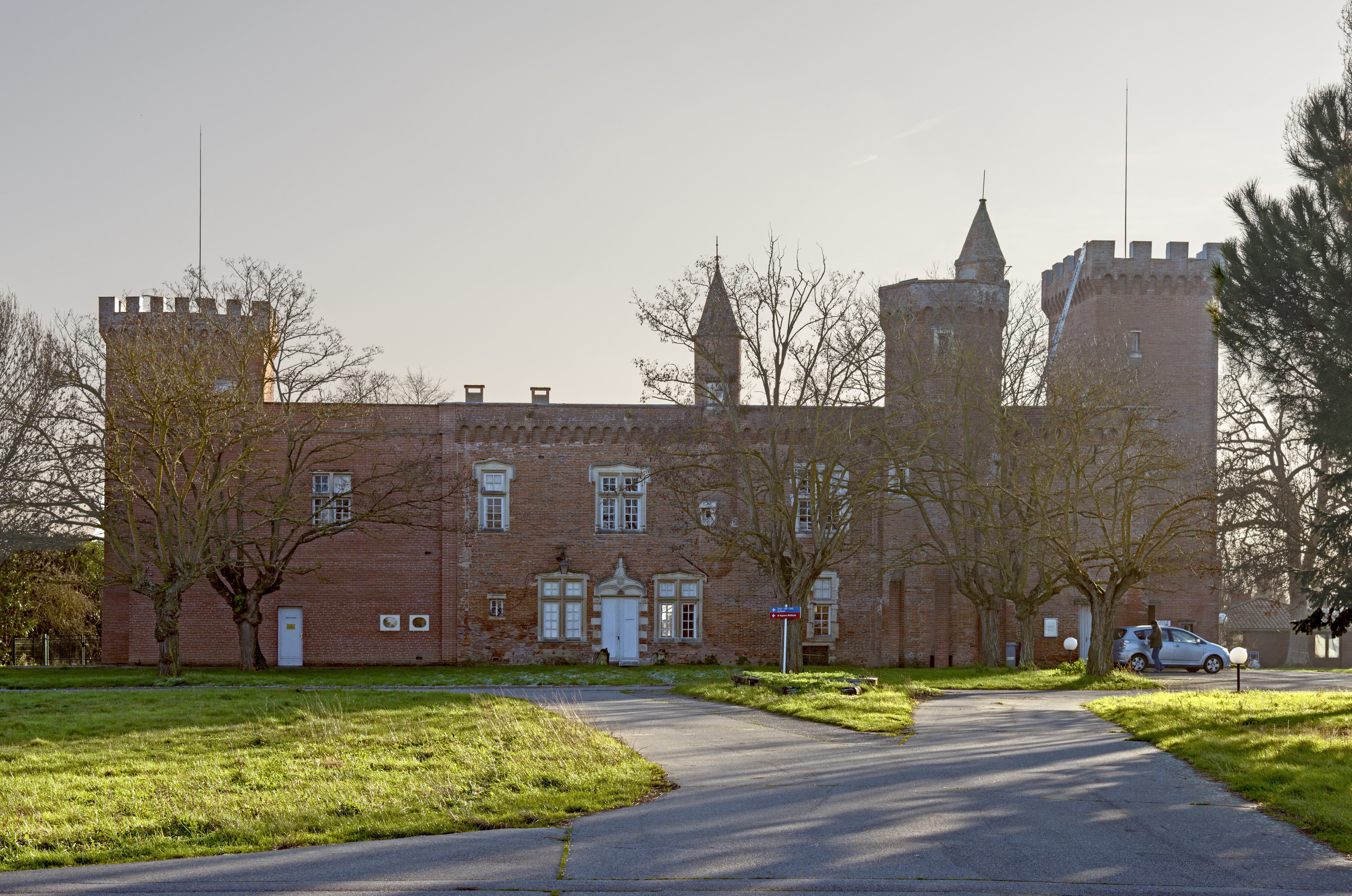
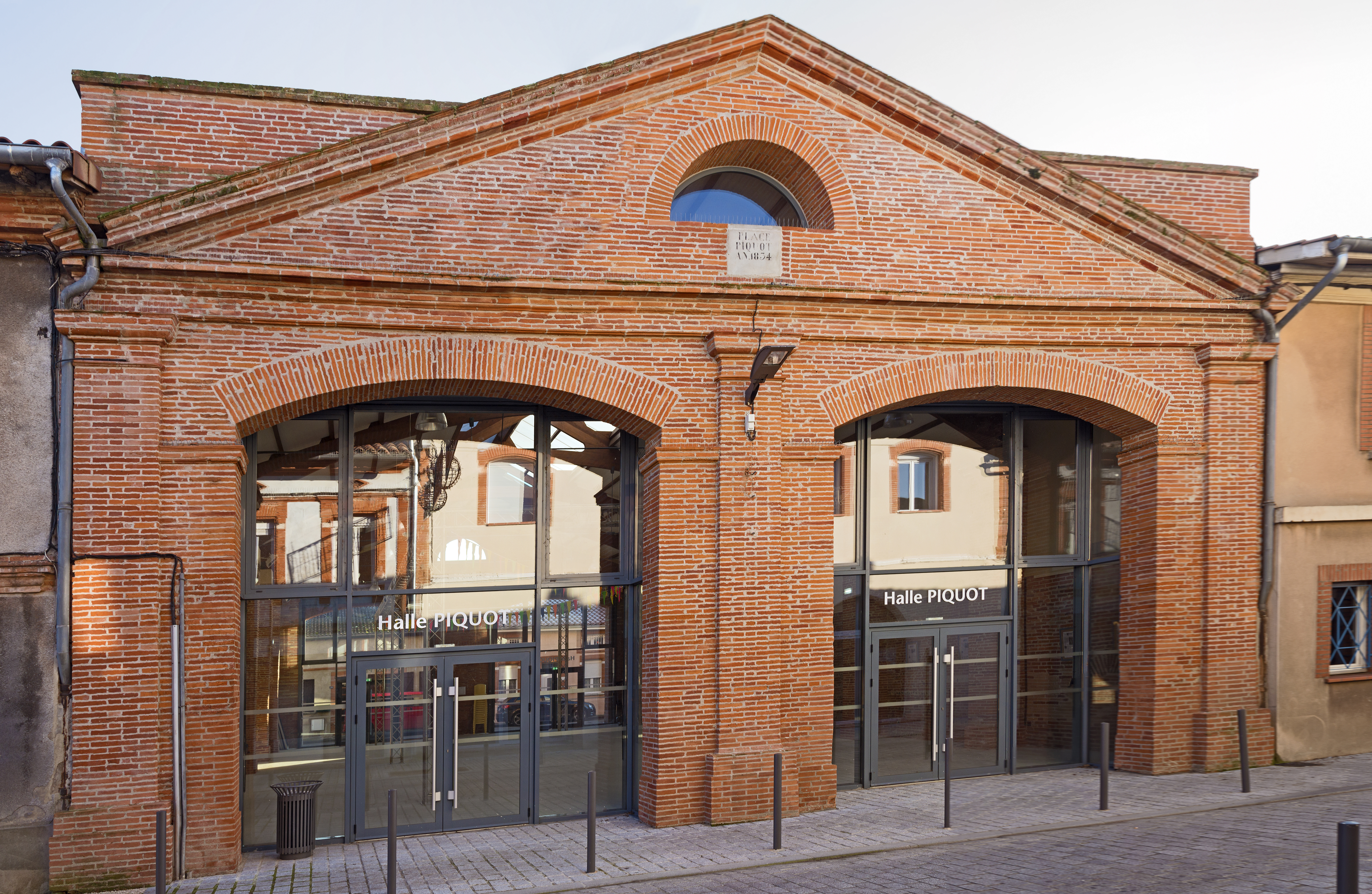
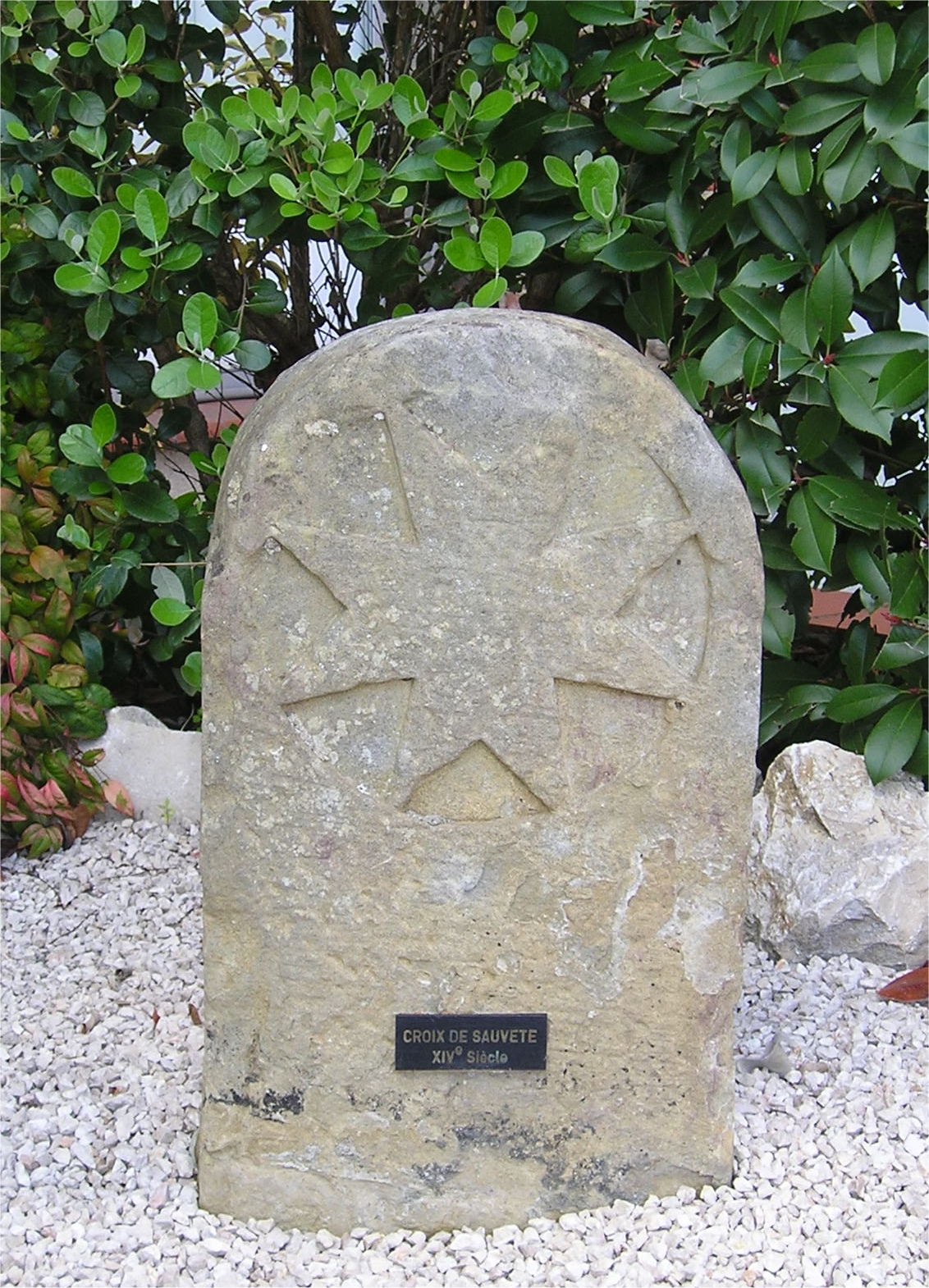
Крест на совте
Река Курбет